# Kilampadi
Kilampadi là một thị xã panchayat của quận Erode thuộc bang Tamil Nadu, Ấn Độ.

## Nhân khẩu
Theo điều tra dân số năm 2001 của Ấn Độ, Kilampadi có dân số 6345 người. Phái nam chiếm 49% tổng số dân và phái nữ chiếm 51%. Kilampadi có tỷ lệ 61% biết đọc biết viết, cao hơn tỷ lệ trung bình toàn quốc là 59,5%: tỷ lệ cho phái nam là 72%, và tỷ lệ cho phái nữ là 51%. Tại Kilampadi, 7% dân số nhỏ hơn 6 tuổi.